# Luis Acevedo Quintanilla
Luis Acevedo Quintanilla (1973) es un abogado, académico y político chileno, miembro del Partido Demócrata Cristiano (PDC), que se desempeñó como director nacional de la Dirección General del Crédito Prendario (Dicrep) y del Servicio de Registro Civil e Identificación de su país, bajo el segundo gobierno de Michelle Bachelet.

## Biografía

### Estudios
Realizó sus estudios superiores en la carrera de derecho en la Universidad Bolivariana de Chile, y luego cursó un magíster en derecho constitucional y un diplomado en derecho del trabajo y la seguridad de la empresa, ambos en la Pontificia Universidad Católica (PUC)

### Carrera profesional
Inició su actividad laboral ejerciendo su profesión libremente entre enero de 2000 y septiembre de 2005. En octubre de ese último año, se incorporó al sector público en el gobierno del presidente Ricardo Lagos, siendo abogado de la Fiscalía del Instituto de Previsión Social (ISP), puesto que ocupó hasta marzo de 2010.
En ese organismo dependiente del Ministerio del Trabajo y Previsión Social, entre abril de 2010 y enero de 2012, con ocasión del primer gobierno de Sebastián Piñera, actuó como abogado jefe de la Unidad de Sumarios. Paralelamente, entre marzo de 2012 y julio de 2015 fue profesor de derecho administrativo en el Instituto Profesional Los Lagos.
Luego, entre febrero de 2012 y mayo de 2013, se desempeñó como jefe de la Unidad de Seguimiento y Sumarios del Consejo para la Transparencia. En julio de esa fecha, retornó al IPS como abogado senior de la División Jurídica del ente estatal, sirviendo como tal hasta marzo de 2014.
Militante del Partido Demócrata Cristiano (PDC), durante el segundo gobierno de la presidenta Michelle Bachelet, en abril de 2014 fue nombrado como director general de la Dirección General del Crédito Prendario (Dicrep), función que ejerció hasta el 22 de octubre de 2015. En su gestión al mando del servicio, le correspondió iniciar un proceso de modernización del mismo; el cual contó con los siguientes hitos: se llevó a cabo el primer remate en línea de joyas, siendo el primer remate en línea del Estado de Chile; se efectuaron remates de inmuebles decomisados por la ley 20.000 (de drogas); se realizaron levantamiento de todos los procesos institucionales; así como también, remates de bienes municipales, implementándose por primera vez una alianza con los municipios de Chile para atender sus necesidades; y por último, se realizó la incorporación del medio de pago electrónico transbank (débito y crédito) en todas las cajas del front office del órgano; entre otros.
Al día siguiente, el 23 de octubre, y tras la renuncia de Teresa Alanis Zuleta, fue designado por Bachelet como director nacional del Servicio de Registro Civil e Identificación (SRCEI), tomando la máxima posición de esta repartición gubernamental que llevaba casi un mes con sus funcionarios en huelga. Asimismo, sus principales tareas al interior del servicio fueron: diseñar e implementar los tótems de autoatención con validación biométrica y pago transbank para los certificados del proceso registro civil (Civil Digital); incorporar el medio de pago electrónico transbank (débito y crédito) en todas las cajas del front office del órgano; creación de una aplicación de certificados del proceso registro civil para dispositivos android e IOS; diseñar e implementar el trámite de posesión efectiva en línea, y la preinscripción de vehículos motorizados en línea; implementar vehículos con servicio de entrega de certificados, clave única y captura de datos del proceso identificación, en todas las regiones de Chile (Civil Móvil); así como también, la implementación a nivel nacional del Acuerdo de Unión Civil (AUC). El 24 de octubre de 2016, a casi un año de haber sido nombrado en el cargo, fue desvinculado de este por el ministro de Justicia y Derechos Humanos, Jaime Campos.
Más adelante, en noviembre de ese año, fundó el estudio jurídico SF Abogados, y pasó a ejercer libremente como consultor senior en gestión pública. Por otra parte, desde marzo de 2018 es profesor de derecho administrativo en la Universidad SEK Chile.
En enero de 2019 se sumó a la Municipalidad de La Granja, dirigida por el alcalde demócrata cristiano, Felipe Delpin. En esa comuna, actuó como director jurídico hasta agosto de 2020, cuando fue nombrado secretario municipal, cargo que desempeña en la actualidad.